# 特吕格弗·博耶森
特吕格弗·博耶森（挪威語：Trygve Bøyesen，1886年2月18日—1963年7月27日），挪威男子体操运动员。他曾获得1908年夏季奥运会男子团体全能银牌、1912年夏季奥运会男子团体瑞典体操铜牌和1920年夏季奥运会男子团体自由全能银牌。